# Bridgestone Arena
Die Bridgestone Arena ist eine Multifunktionsarena im Zentrum der US-amerikanischen Stadt Nashville im Bundesstaat  Tennessee. Die 1996 fertiggestellte Arena ist die Heimspielstätte der Nashville Predators der National Hockey League (NHL). In den Jahren von 1997 bis 2001 und von 2005 bis 2007 nutzten die Nashville Kats der Arena Football League (AFL) die Halle. Die Arena befindet sich im Besitz der Sports Authority of Nashville and Davidson County und wird von der Powers Management Company, eine Tochtergesellschaft der Predators, die seit 1998 der erste Mieter der Halle sind, betrieben.

## Nutzung
Neben diversen Sportveranstaltungen, wie z. B. verschiedener NCAA-College-Basketball-Turniere der Southeastern Conference und der Ohio Valley Conference sowie Wrestlingevents, fanden in der Halle auch andere Veranstaltungen, wie Konzerte, Shows oder Religionsversammlungen statt.
1997 war die Arena Austragungsort der US-amerikanischen Eiskunstlaufmeisterschaften, 2004 fanden in ihr die nationalen Turnmeisterschaften statt. In ungeraden Jahren ist die Arena zudem einer von acht Austragungsorten der ersten und zweiten Runde der NCAA-Basketballturniere. Das NHL All-Star Game machte 2016 in der Halle von Nashville Station.
Die Bridgestone Arena hat eine Kapazität von 17.113 bei Eishockey- sowie 19.395 bei Basketballspielen, bei Konzerten finden je nach Bühnenbau zwischen 10.000 und 20.000 Besuchern in der Arena Platz. Außerdem kann die Arena zum 5.145 Plätze umfassenden Music City Theater umgewandelt werden, welches dann für Konzerte, Theater sowie verschiedene Broadway- und Familien-Shows genutzt werden kann. Insgesamt beträgt die Nutzungsfläche der Arena ca. 4.000 m².

## Name
Die Sponsoringrechte an der Bridgestone Arena gehörten seit 1998 der Gaylord Entertainment Company, einer US-amerikanischen Hotel- und Mediengesellschaft. Im Februar 2005 wurde bekannt, dass sich die Predators mit der Gruppe auf ein Abkommen einigten, welches zwar alle bisher bestehenden Verträge zwischen den beiden auflöst, den Arenanamen aber aufrechterhält, bis ein neuer Käufer der Namensrechte gefunden ist. Als Folge dessen wurden Stimmen laut, die eine Rückbenennung in den ursprünglichen und immer noch weit verbreitenden Namen Nashville Arena forderten. Seit Beginn der neuen Saison war der Name nun wieder als zweiter offizieller Name der Arena eingetragen, so wurden unter anderem die Gaylord Entertainment Center-Schriftzüge aus dem Mittelkreis in die original Beschriftung Nashville Predators umgeändert. Weit verbreitet war inzwischen auch der Spitzname The Hop (aus The Home Of the Predators). Der Gaylord Entertainment Center-Schriftzug an der Fassade blieb allerdings vorerst bestehen. Seit dem 16. März 2007 heißt sie nun offiziell wieder Nashville Arena. Am 18. Mai 2007 wurden die Namensrechte an die Sommet Group verkauft, damit war der neue Stadionname Sommet Center.
Im Mai 2010 erwarb die Bridgestone Americas, Inc., die US-amerikanische Tochtergesellschaft des japanischen Reifenherstellers Bridgestone, für fünf Jahre die Sponsoringrechte an der Mehrzweckarena. Pro Jahr zahlte Bridgestone eine Mio. US-Dollar. Im Dezember 2011 wurde der Vertrag von Bridgestone bis 2019 verlängert bei 2,5 Mio. US-Dollar pro Jahr. Mitte Dezember 2017 einigten sich die Nashville Predators und die Bridgestone Americas, Inc. auf eine weitere Verlängerung des Vertrages bis in das Jahr 2025.

## Galerie

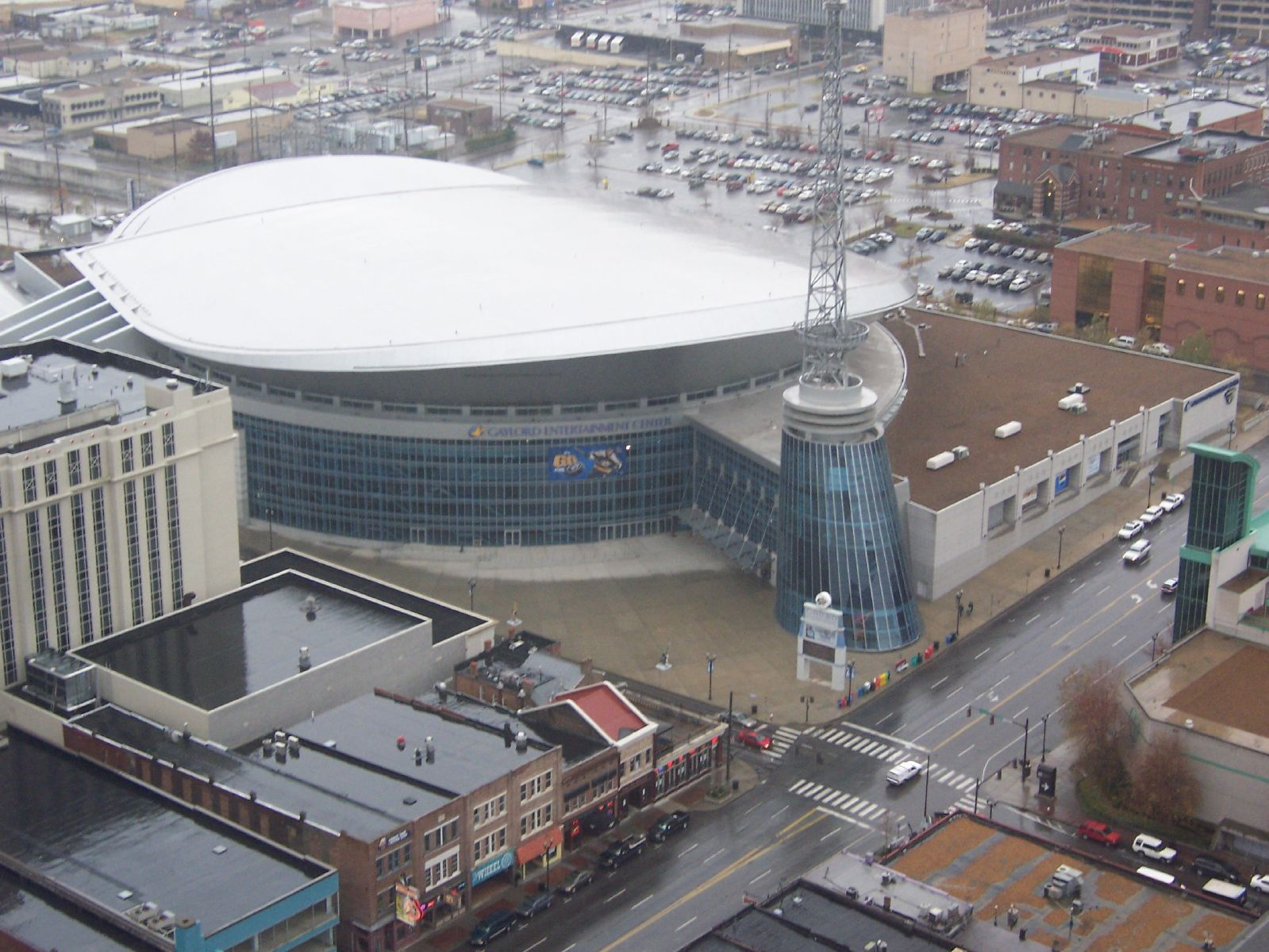
Luftbild des Gaylord Entertainment Center (2005)
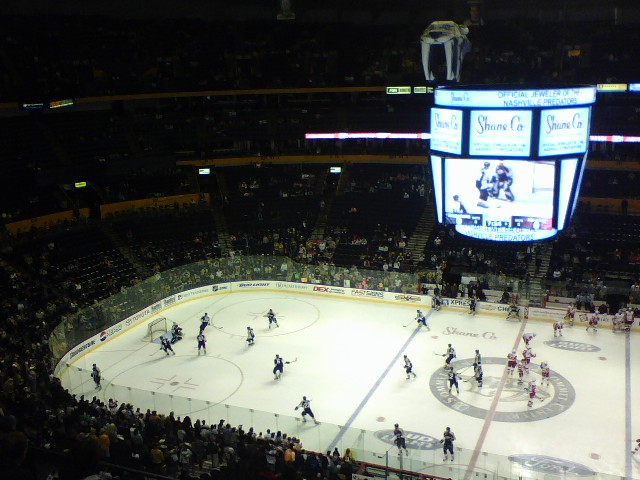
Innenansicht beim Eishockeyspiel der Nashville Predators gegen die Detroit Red Wings am 23. November 2007
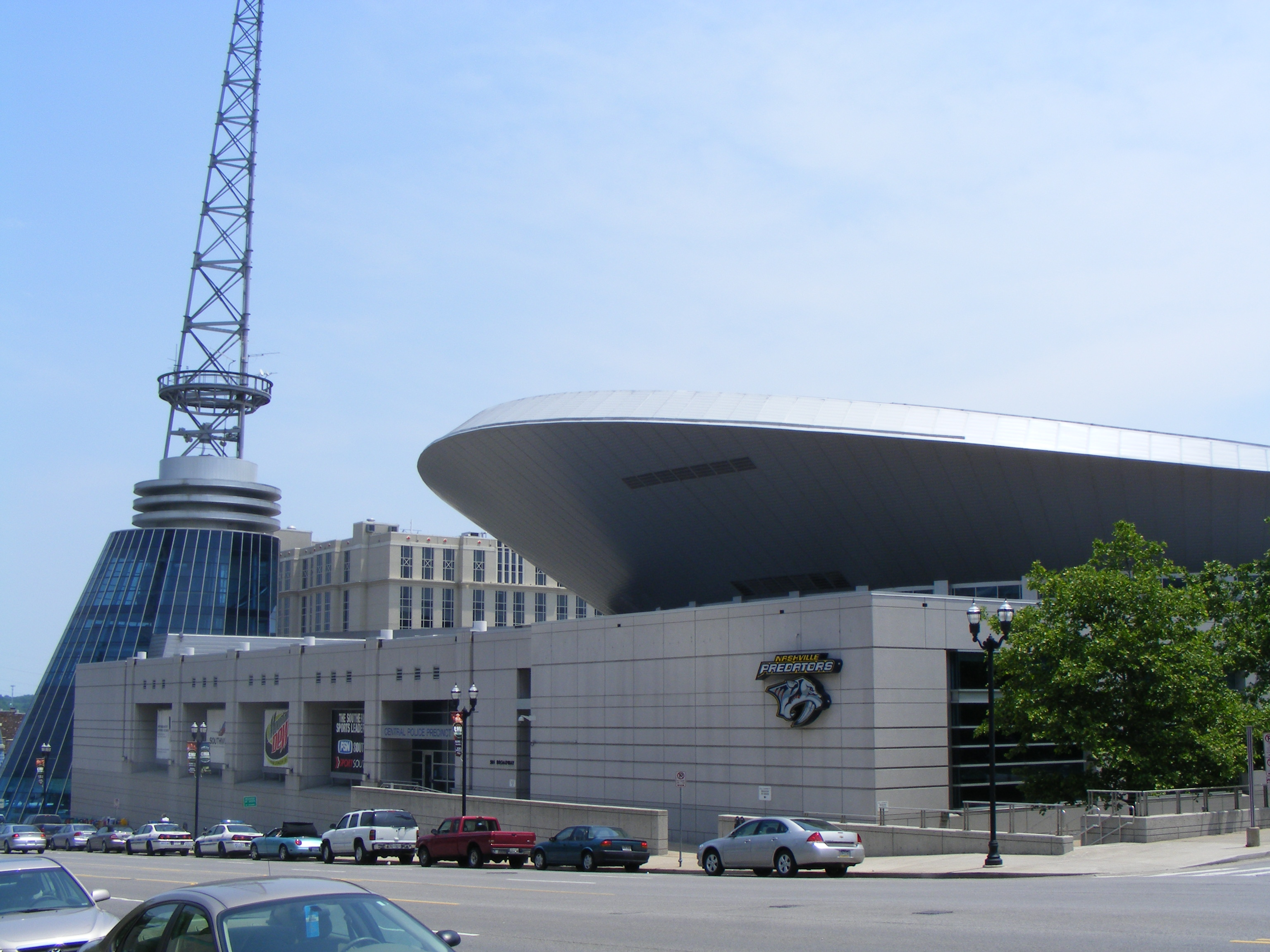
Außenansicht des früheren Sommet Center (2008)
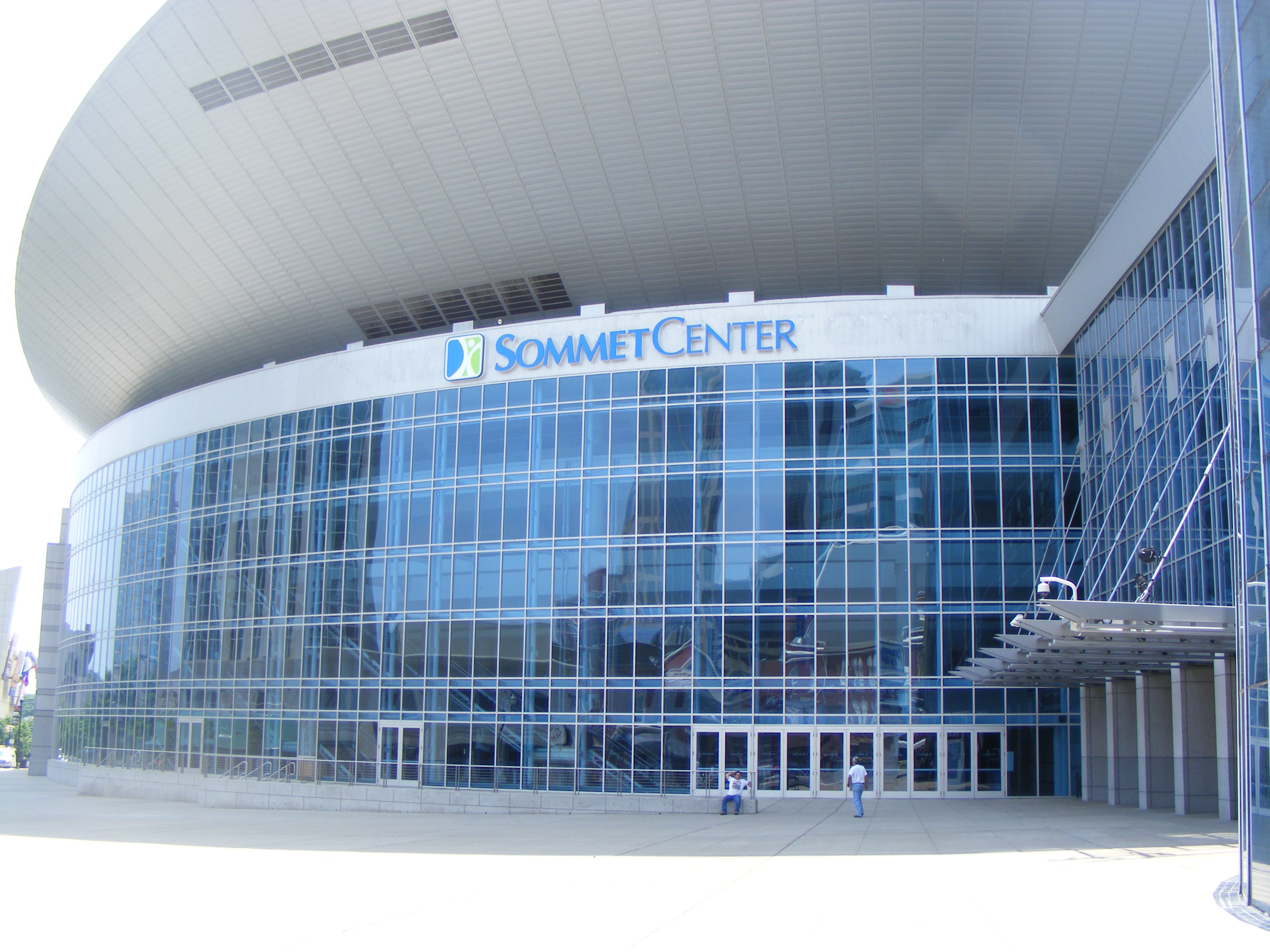
Eingangsbereich der Arena (2008)